# Coleotechnites thujaella
Coleotechnites thujaella (tên tiếng Anh:  Brown Arborvitae Leafminer hoặc Brown Cedar Leafminer) là một loài bướm đêm thuộc họ Gelechiidae. Nó được tìm thấy ở khu vực đông bắc của Hoa Kỳ, cũng như Canada.
Có một lứa một năm.
Ấu trùng ăn Thuja occidentalis. 